# Graphops barberi
Graphops barberi är en skalbaggsart som beskrevs av Blake 1955. Graphops barberi ingår i släktet Graphops och familjen bladbaggar. Inga underarter finns listade i Catalogue of Life.